# Cieślanki
Cieślanki (prononciation : [t͡ɕeˈɕlanki]) est un village polonais de la gmina de Szastarka dans le powiat de Kraśnik de la voïvodie de Lublin dans l'est de la Pologne.
Il se situe à environ 9 kilomètres au nord-est de Szastarka (siège de la gmina), 15 kilomètres à l'est de Kraśnik (siège du powiat) et 41 kilomètres au sud de Lublin (capitale de la voïvodie).

## Histoire
De 1975 à 1998, le village est attaché administrativement à la voïvodie de Tarnobrzeg.

Depuis 1999, il fait partie de la voïvodie de Lublin.